# Arevattnet
Arevattnet är en sjö i Storumans kommun i Lappland och ingår i Umeälvens huvudavrinningsområde. Sjön är 42,5 meter djup, har en yta på 6,68 kvadratkilometer och är belägen 672,1 meter över havet. Sjön avvattnas av vattendraget Arevattnetsbäcken.

## Delavrinningsområde
Arevattnet ingår i det delavrinningsområde (726748-144349) som SMHI kallar för Utloppet av Arevattnet. Medelhöjden är 850 meter över havet och ytan är 39,6 kvadratkilometer. Räknas de 4 avrinningsområdena uppströms in blir den ackumulerade arean 41,39 kvadratkilometer. Arevattnetsbäcken som avvattnar avrinningsområdet har biflödesordning 3, vilket innebär att vattnet flödar genom totalt 3 vattendrag innan det når havet efter 399 kilometer. Avrinningsområdet består mestadels av skog (13 procent) och kalfjäll (69 procent). Avrinningsområdet har 6,69 kvadratkilometer vattenytor vilket ger det en sjöprocent på 16,9 procent.